# Поливне (Байтерецький район)
Поливне́ (каз. Поливное) — село у складі Байтерецького району Західноказахстанської області Казахстану. Входить до складу Перемітнинського сільського округу.
Населення — 76 осіб (2021; 87 у 2009, 150 у 1999, 207 у 1989).